# Pseudoclanis grandidieri
Pseudoclanis grandidieri är en fjärilsart som beskrevs av Paul Mabille 1879. Pseudoclanis grandidieri ingår i släktet Pseudoclanis och familjen svärmare. Inga underarter finns listade i Catalogue of Life.